# Alfred John North
Alfred John North (Melbourne, 11 giugno 1855 – 6 maggio 1917) è stato un ornitologo australiano.
Nacque a Melbourne e studiò presso la scuola locale. Nel 1886 venne assunto al Museo Australiano di Sydney, dove lavorò per i cinque anni successivi. Tra le sue opere ricordiamo List of the Insectivorous Birds of New South Wales (1897) e Descriptive Catalogue of the Nests and Eggs of Birds Found Breeding in Australia and Tasmania (1889). Descrisse per la prima volta varie specie di uccelli, soprattutto sul Victorian Naturalist, la rivista del Field Naturalists Club del Victoria, del quale fu uno dei membri fondatori.
| North è l'abbreviazione standard utilizzata per le specie animali descritte da Alfred John North. Categoria:Taxa classificati da Alfred John North |